# Quante parole che non dici
Quante parole che non dici è un brano musicale della cantante italiana Arisa. Il medesimo è entrato in rotazione radiofonica dal 25 aprile 2014 ed estratto come secondo singolo dal quarto album in studio dell'artista, Se vedo te, che è stato pubblicato il 20 febbraio 2014. Successivamente viene girato il video, che ha come location Maratea (Basilicata), la regia è di Gaetano Morbioli.

## Descrizione
Il singolo è entrato in rotazione radiofonica a partire dal 25 aprile 2014. Quante parole che non dici è stato scritto dalla stessa cantante insieme ad Antonio di Martino mentre la produzione è stata curata da Giuseppe Barbera che arrangia il brano insieme a Stefano Pettirossi (archi, tastiere, programmazioni, recording e mixing)

Riguardo al brano, la cantante ha rivelato: